# Parafia Najświętszej Maryi Panny Matki Sprawiedliwości i Miłości Społecznej w Jastrzębiu-Zdroju
Parafia Najświętszej Maryi Panny Matki Sprawiedliwości i Miłości Społecznej w Jastrzębiu-Zdroju – rzymskokatolicka parafia w dekanacie jastrzębskim górnym. 

## Historia
Parafia została erygowana w 1984 roku poprzez wydzielenie z parafii św. Katarzyny.
Kościół poświęcił abp Damian Zimoń 26 maja 1993 roku.

## Proboszczowie
- ks. Gerard Grzesik (1984–2010)[1]
- ks. Korneliusz Nóżka (2010– )[1]